# I Победоносная ала фракийцев
I Победоносная ала фракийцев (лат. Ala I Thracum Victrix) — вспомогательное подразделение армии Древнего Рима.
Ряд надписей, относящихся к периоду 133—154 годов (одна, предположительно, также относится к 163 году), свидетельствуют о том, что данное подразделение дислоцировалось в Верхней Паннонии. Кроме того, толкование одной надписи позволяет сделать вывод, что ала находилась в этой провинции уже в правление Траяна. Больше о ней ничего не известно.